# 岡本素光
岡本 素光（おかもと そこう、1898年10月8日 - 1978年8月22日）は、日本の宗教哲学者、仏教学者、博士（文学）。第6代駒澤大学総長。曹洞宗の僧侶。

## 来歴
鳥取県東伯郡出身。号は天室。1911年（明治44年）鳥取桂養寺の渡辺月俊について得度。1924年（大正14年）曹洞宗大学、1931年に駒澤大学仏教学科卒業。同年に駒澤大学の講師、1936年に新設の道憲寮寮監を兼務。1941年、駒澤大学教授に就任。1961年『大乗起信論における「存在」の研究』で博士号（文学、駒澤大学）を取得。
1964年駒澤大学北海道教養部初代部長・駒澤大学附属岩見沢高等学校初代校長。1965年岩見沢駒澤短期大学初代学長。1973年駒澤大学岩見沢学園初代理事長。1975年苫小牧駒澤短期大学3代学長。1975年に駒澤大学副学長、同年9月に総長。曹洞宗宗学研究所指導教授、同教化研修所主任講師、仏教経済研究所所長など歴任。千葉の真如寺住職。昭和53年8月22日死去、享年79歳。著作に『哲学への途』『維摩経講話』など。

## 著書
- 「国立国会図書館サーチ」を参照

### 論文
- CiNii>岡本素光